# Maciej Witan
Maciej Witan (ur. 19 lutego 2001 w Sanoku) – polski hokeista.

## Kariera
- Sokoły Toruń do lat 16 (2016/2017)
- STS Sanok do lat 16 (2016/2017)
- UKS Niedźwiadki MOSiR Sanok do lat 18 (2017-2018)
- UKS Niedźwiadki MOSiR Sanok do lat 20 (2017-2020)
- Ciarko KH 58 Sanok (2017-2020)
- PZHL Katowice do lat 23 (2018-2020)
- UKS MOSiR Sanok (2019-2020)
- Ciarko STS Sanok (2020-2021)

Wychowanek klubu UKS Niedźwiadki MOSiR Sanok. W barwach tego klubu podjął występy w polskich ligach juniorskich. Ponadto został zawodnikiem zespołu KH 58 Sanok, występującego w 2. ligi słowackiej. Równolegle występował w barwach drużyny PZHL Katowice do lat 23 sezonie Polskiej Hokej Ligi (2018/2019). W sezonie 2019/2020 grał nadal w 2. lidze słowackiej w barwach zespołu pod szyldem UKS MOSiR Sanok. W 2020 został zawodnikiem reaktywowanego klubu STS Sanok, powracającego po czterech latach przerwy do występów w PLH edycji 2020/2021. Na początku kolejnej edycji PHL 2021/2022 w październiku poinformowano o jego zawieszeniu w związku z kontrolą dokonaną przez Polską Agencją Antydopingową po meczu 3. kolejki z KH Energa Toruń na wyjeździe 16 września 2021. Na początku marca 2022 podano do wiadomości, że struktury PAA zdyskwalifikowały Witana na okres czterech lat od 8 października 2021 do 7 października 2025 w związku z wykryciem amfetaminy.
W barwach reprezentacji Polski do lat 18 uczestniczył w turniejach mistrzostw świata juniorów do lat 18 edycji 2018, 2019 (Dywizja IIA). W barwach reprezentacji Polski do lat 20 uczestniczył w turnieju mistrzostw świata juniorów do lat 20 edycji 2020 (Dywizja IB).

## Osiągnięcia
Reprezentacyjne
- Awans do mistrzostw świata juniorów do lat 18 Dywizji I Grupy B: 2019[4]

Klubowe
- Złoty medal mistrzostw Polski juniorów starszych: 2019[5]

Indywidualne
- Mistrzostwa świata do lat 18 w hokeju na lodzie mężczyzn 2018/II Dywizja#Grupa A:
  - Trzecie miejsce w klasyfikacji strzelców turnieju: 5 goli[6]
  - Siódme miejsce w klasyfikacji asystentów turnieju: 4 asysty[7]
  - Piąte miejsce w klasyfikacji kanadyjskiej turnieju: 9 punktów[8]
  - Piąte miejsce w klasyfikacji +/- turnieju: +10[9]
  - Czwarte miejsce w klasyfikacji skuteczności wygrywanych wznowień w turnieju: 60,87%[10]
- Mistrzostwa świata do lat 18 w hokeju na lodzie mężczyzn 2019/II Dywizja#Grupa A:
  - Pierwsze miejsce w klasyfikacji strzelców turnieju: 6 goli[11]
  - Trzecie miejsce w klasyfikacji asystentów turnieju: 9 asyst[12]
  - Drugie miejsce w klasyfikacji kanadyjskiej turnieju: 15 punktów[13]
  - Drugie miejsce w klasyfikacji +/- turnieju: +11[14]
- Mistrzostwa Świata Juniorów w Hokeju na Lodzie 2020/I Dywizja#Grupa B
  - Czwarte miejsce w klasyfikacji asystentów turnieju: 5 asyst[15]
  - Pierwsze miejsce w klasyfikacji minut kar w turnieju: 25 minut[16]

Nagrody
- Nagroda przyznana przez burmistrza Sanoka: 2019[17]